# Andrea Brognara
Andrea Brognara (Isola della Scala, 26 maggio 1971) è un ex ciclista su strada italiano, professionista dal 1996 al 2003.

## Piazzamenti

### Grandi Giri
- Giro d'Italia

1996: 93º
1997: ritirato (19ª tappa)
1998: 86º
1999: 110º
2001: 131º
- Tour de France

1997: ritirato (11ª tappa)
2002: 119º
- Vuelta a España

1996: 110º
2002: ritirato (8ª tappa)
2003: fuori tempo massimo (8ª tappa)

### Classiche monumento
- Milano-Sanremo

1997: 124º
1998: 28º
1999: 128º
- Giro delle Fiandre

1997: 50º
1998: 74º
2003: ritirato
- Parigi-Roubaix

1998: ritirato
1999: ritirato
2003: ritirato
- Liegi-Bastogne-Liegi

1998: 64º